# لاله ترکستانی
لالهٔ ترکستانی (نام علمی: Tulipa turkestanica) نام یکی از گونه‌های سردهٔ لاله است. منشأ آن در غرب چین و ترکستان است. از هر پیاز گل از ۱ تا ۱۲ گل سفید رنگ ستاره‌ای شکل ممکن است شکوفا شود.
این گونه به گروه ۱۵ از گروه‌های گل لاله تعلق دارد. طول گیاه ۳۰ سانتیمتر است. رنگ گلبرگ‌های آن سفید مایل به کرم و میانهٔ گل، زرد یا نارنجی است. زمان گل‌دهی بسیار زودهنگام و در اواخر ماه فوریه است.